# Una vita onesta
Una vita onesta (Ett ärligt liv) è un film del 2025 diretto da Mikael Marcimain ed ispirato all'omonimo romanzo di Joakim Zander.

## Trama
Un cinico studente di giurisprudenza si innamora di una giovane anarchica che lo trascina in un rete di crimini ed eccessi dove diventerà una pedina più che un giocatore.

## Distribuzione
Il film è stato distribuito sulla piattaforma Netflix dal 31 luglio 2025.